# National Route 6

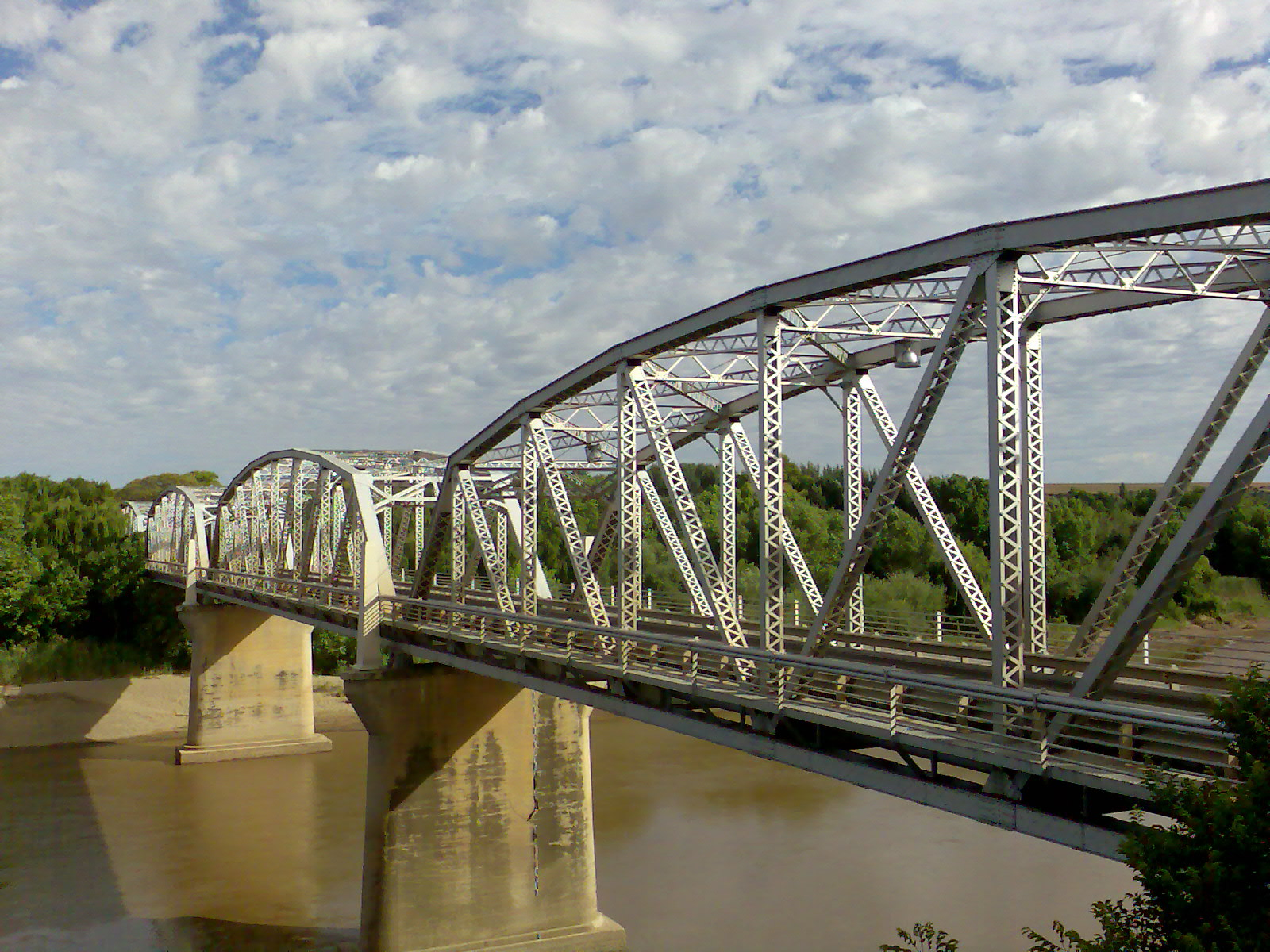
General-Hertzog-Brücke bei Aliwal North

Die National Route 6 (kurz N6)  ist eine 545 Kilometer lange Nationalstraße in Südafrika. Dieser Verkehrsweg verläuft in Nord-Süd-Richtung und verbindet einen zentralen Teil des Landesinnern mit der Hafenstadt East London am Indischen Ozean. Die Straße ist asphaltiert, gut ausgebaut und führt weitgehend durch agrarisch und sonst wenig genutztes Land. Größere Städte befinden sich nur an ihren beiden Endpunkten.

## Verlauf
Die Nationalstraße N6 beginnt an ihrem nördlichen Ende als Abzweig von der Nationalstraße N1 südlich von Bloemfontein. Von dort verläuft sie durch ein welliges Land bis zum Verkehrsknotenpunkt in Aliwal North, wo sie den Oranje-Fluss überquert Der Fluss bildet die Grenze zwischen den durchquerten Provinzen. In Aliwal North quert eine Eisenbahnlinie und die Regionalstraße R58.
Nach der Stadt steigt das Geländeprofil stetig an. Im Streckenabschnitt zwischen Jamestown und Bailey überquert die N6 das Stormberg-Massiv. Ihren Gipfelpunkt bildet der Penhoek-Pass bei 1844 Metern über den Meeresspiegel. Nach dem Verlassen dieser Gebirgsregion erreicht die Straße die Stadt Queenstown. Von hier wird sie in ihrem nach Süden gerichteten Verlauf von einer Eisenbahnstrecke eng flankiert, durchläuft die Kleinstadt Cathcart und steigt an den östlichen Ausläufern der Amathole-Berge leicht an. Nach der gut ausgebauten und wenig spektakulären Gebirgspassage fällt die Straße in einer waldreichen Gegend bis nach Stutterheim ab. In dieser Stadt beginnen einige Regionalstraßen, die die nahe touristisch interessante Umgebung erschließen und die R346 führt nach King William’s Town. Von Stutterheim verläuft die N6 über ein mittelgebirgsartiges Land, hier zweigt eine Regionalstraße zur Provinzhauptstadt Bhisho ab, weiter über Macleantown bis zu ihrem Endpunkt in East London am Indischen Ozean. In dieser Hafenstadt bestehen mehrere Verkehrsübergänge. Dazu gehört der Anschluss an die Nationalstraße N2 in Richtung Kapstadt oder Durban, ein Regionalflughafen, der Seehafen und die Eisenbahnstrecken nach Mthatha sowie in Richtung Gqeberha oder Middelburg.

Ihrer Hauptrichtung folgend, geht sie im Stadtgebiet von East London am Nahoon Valley Park in die autobahnartig ausgebaute R72 über und endet als diese im alten Stadtzentrum an der Fleet Street.

## Besonderheiten
Aliwal North bildet einen wichtigen regionalen Verkehrsknotenpunkt. Hier führen von der N6 in westlicher und östlicher Richtung wichtige Regionalverbindungen in altes Farmland und zum etwa 110 Kilometer entfernten Grenzübergang nach Lesotho. Die N6 überschreitet den Oranje mit der historischen General Hertzog-Brücke.
Nördlich von Stutterheim durchquert die Straße das Gebiet der Amathole-Berge, die am Südabfall eine sehr reiche Waldgegend bilden und für die Trinkwasserversorgung in der Provinz Eastern Cape von großer Bedeutung sind. Es handelt sich bei dieser Region um ein Gebiet, was durch die Grenzkriege im 19. Jahrhundert und die umfassenden Missionsaktivitäten stark geprägt wurde. 
Zwischen Queenstown und Amabele (bei Bhisho) verläuft parallel eine Eisenbahnlinie, die zu den ältesten Streckenführungen in Südafrika gehört. Deren ehemalige Bedeutung lag in der militärischen Erschließung des Hinterlandes sowie in dem einst regen Warenaustausch zwischen den grasreichen Hochländern nördlich von Stutterheim und dem Industrie- und Hafenort East London. Vor dem Bau der Eisenbahn war der prinzipielle Verlauf der heutigen N6 eine wichtige Voortrekkerstraße. Einzelne Gedenkmonumente, ehemalige Befestigungen und andere Lokalitäten (beispielsweise die Station Thomas River) entlang ihres heutigen und früheren Verlaufes erinnern an historische Ereignisse der Eroberung durch die Buren und Briten in den Grenzkriegen, den Abwehrkampf der Xhosa-Stämme oder an ehemalige wirtschaftliche Schwerpunkte.